# Pamela Prati
Pamela Prati (jusqu'en 2016 Paola Pireddu) née à Ozieri dans la province de Sassari le 26 novembre 1958 est  est une actrice, chanteuse, mannequin, soubrette et présentatrice de télévision italienne. 

## Biographie
Pamela Prati est née d'un père espagnol et d'une mère italienne, à Ozieri dans la province de Sassari, dans le nord de la Sardaigne.
Elle a déménagé à Rome dans son adolescence où elle a travaillé comme modèle et a fait une brève apparition à la télévision  en 1976 dans le spectacle « La Sberla  ». En 1980 Pamela Prati figure sur la couverture de l'album  « Un po artista un po no » du chanteur Adriano Celentano. Cette même année, elle fait ses débuts dans son premier film, La moglie in bianco ... L'amante al pepe, une comédie érotique dans laquelle elle joue le rôle principal,  suivi par d'autres films. Dans l'intervalle, Prati commence à étudier la danse, le chant et la diction et rejoint rapidement la compagnie du  Bagaglino, dirigée par Pier Francesco Pingitore et qui produit des spectacles variés.
Pamela Prati commence à faire des apparitions régulières à la télévision comme showgirl et hôtesse tout en continuant à jouer dans des films et des productions  télévisées. Elle joue également sur scène dans des productions théâtrales.
Pamela Prati a participé à trois concours de beauté en 1983, dont Mora più bella d'Italia, Miss Sardinia et Miss Univers.
En 1996, elle publie un album intitulé Il tango delle 11, collaborant en 1999 avec Sandro Giacobbe sur le single Mi innamoro di te, et huit ans plus tard, en 2007, elle a sorti son dernier single Papelon.
En 1992, Pamela Prati a présenté les programmes de variété Canale 5 Scherzi a Parte et de 1992 à 1994 La sai l'ultima ?. 
Elle a également participé à des reality shows tels que L'isola dei famosi 6 en 2008, version italienne de Celebrity Survivor et Grande Fratello VIP en 2016.

## Filmographie
- 1980 : La moglie in bianco... l'amante al pepe (it) de Michele Massimo Tarantini
- 1982 : Monsignor  de Frank Perry
- 1982 : Mora de Léon Desclozeaux
- 1984 : Carmen nue d'Albert López [4].
- 1985 : Mon frère est arrivé (it) (È arrivato mio fratello) de Castellano et Pipolo
- 1985 : Massimamente folle (it) de Marcello Troiani
- 1985 : Les Aventures d'Hercule (Le avventure dell'incredibile Ercole) de Luigi Cozzi
- 1988 : Man spricht deutsh (de) de Hanns Christian Müller (de)
- 1988 : Cheeeese (it) de Bernard Weber
- 1988 : Transformations de Jay Kamen
- 1988 : Riflessi di luce (it) de Mario Bianchi
- 1989 : Io Gilda (it) d'Andrea Bianchi
- 1989 : Sukkubus de Georg Tressler
- 1990 : Una donna da guardare (it) de Michele Quaglieri
- 1992 : Gole ruggenti (it) de Pier Francesco Pingitore